# Amblypodia mohamad
Amblypodia mohamad är en fjärilsart som beskrevs av Kalis 1933. Amblypodia mohamad ingår i släktet Amblypodia och familjen juvelvingar. Inga underarter finns listade i Catalogue of Life.